# Monetazione delle Maldive

## Boli

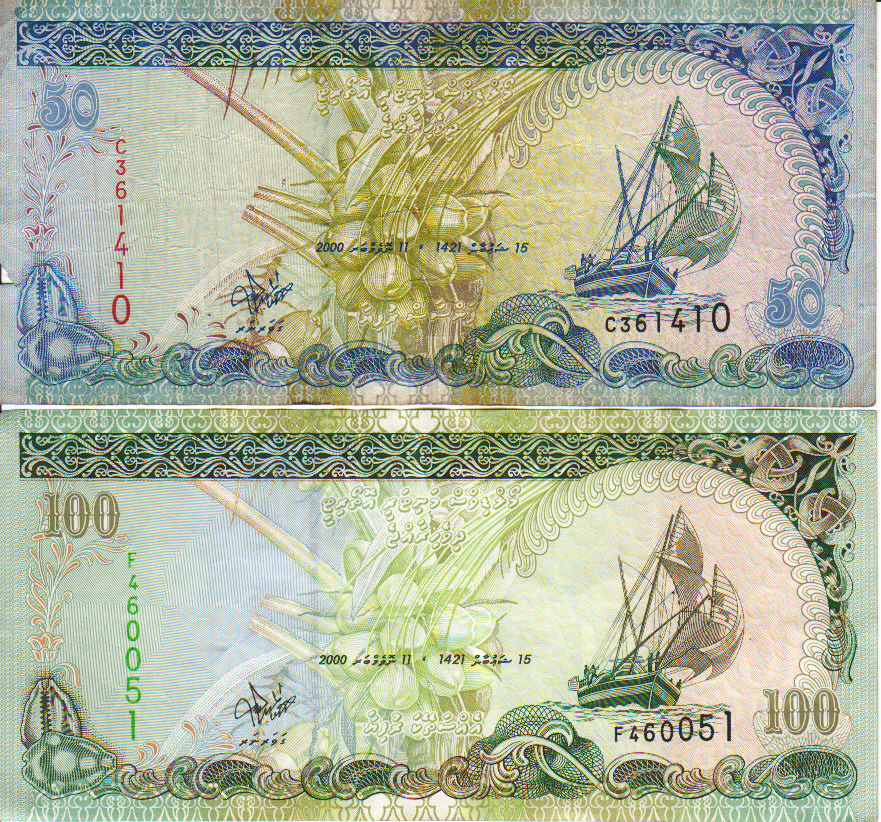
Banconote da 50 e 100 rufiyaa

La prima forma di moneta usata nelle Maldive, era costituita da conchiglie di cypraeidae (Cypraea moneta), o boli.
I racconti dei viaggiatori indicano che queste conchiglie-monete erano usate come mezzo di scambio in diverse parti dell'Asia dell'Africa ancora nel XIII e XIV secolo.
Il viaggiatore e storico maghrebino Ibn Battuta (1344) osservò che più di 40 navi caricate con queste monete erano esportate ogni anno. Un dinar d'oro era valutato 400.000 conchiglie.
Le conchiglie erano usate anche per fare ornamenti.
Il commercio con le cypraeidae, che affascinò in particolare l'attenzione degli olandesi a Ceylon, continuò alle Maldive fino alla fine del XIX secolo, quando era usato prevalentemente come zavorra nei vascelli a vela.

## Dhigu laari
Durante il XVII ed il XVIII secolo furono importati, ed usati come monete, i lärin o dhigu laari.
Si trattava di barre d'argento lunghe ca. 10 cm piegate a metà a forma di "C", con incise iscrizioni in Persiano e Arabo.
Questa forma di monete fu in uso in questo periodo nel Golfo persico, India, Ceylon e nell'Estremo Oriente.
Gli storici concordano che questa nuova forma di monete era cambiata con le conchiglie ed indicava un commercio vantaggioso delle Maldive con questi paesi.
I primi sultani a porre il proprio sigillo su questa monete furono il Ghazi Muhammad Thakurufaanu al-Awzam ed il figlio, il sultano Ibrahim III ibn Ghazi Muhammad (1585-1607). Il sigillo era più largo delle barre e di conseguenza è raramente leggibile.

## Loa laari
Il Loa laari o laari fothi ("moneta circolare") fu coniato per la prima volta dal sultano Ibrahim Iskandar I (1648-1687). Le monete erano d'argento puro e, anche se ancora grossolane, nettamente migliori di quelle che erano in circolazione. L'iscrizione sul rovescio indica la capitale dell'arcipelago Mali, come sede della zecca. Intorno c'è la legenda "Re della terra e del mare, Iskandar il Grande" (dhivehi: ކަނޑާއި އެއްގަމުގެ ރަސްގެފާނު، މަތިވެރި އިސްކަންދަރު).
In seguito furono poste in circolazione monete di rame e piombo.
Dopo questo periodo monete d'oro subentrarono a quelle d'argento durante il regno del sultano Hassan Nuruddin nel 1787. Hassan usò due diverse qualità d'oro nelle sue monete; un tipo fu chiamato Mohori e l'altro Baimohori; il primo aveva maggior valore. Non è chiara la provenienze dell'oro.

## Monetazione moderna
Nel XIX e XX secolo furono coniate monete di bronzo in laari. Muhammad Imaduddin IV (1900-1904) introdusse le prime monete coniate a macchina e il suo successore, il sultano Muhammad Shamsuddin III (1904-1935) emise le ultime monete di questo tipo che furono coniate nel Regno Unito dalla zecca di Heaton a Birmingham nel 1913.
In seguito alla fine della produzione di monete create apposta per la Maldive, il Sultanato passò all'uso delle rupia singalese. Nel 1947 le monete furono affiancate dall'emissione di banconote in rufiyaa, uguali in valore alla rupia. Nel 1960 furono introdotte le monete in laari, ora del valore di un centesimo di rupia.

## Oggi
La valuta attuale delle Maldive è la rufiyaa (codice ISO 4217 MVR, simbolo Rf.), introdotta nel 1981. La rufiyaa è divisa in 100 laari.